# 楊協成

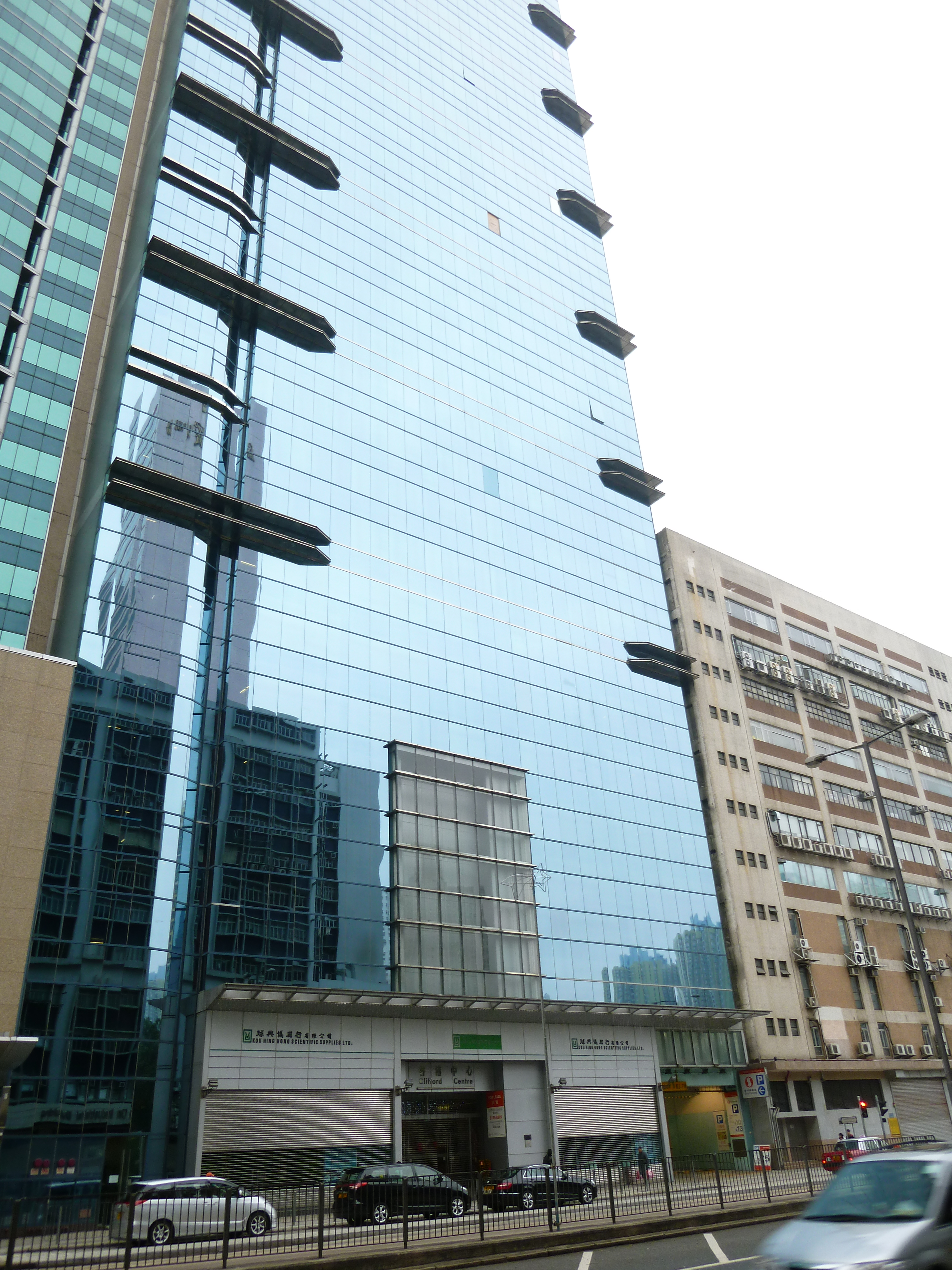
楊協成香港辦事處位於香港九龍長沙灣香港中心

楊協成（英語：Yeo Hiap Seng，品牌為YEO'S，SGX：Y03），是新加坡的上市飲品公司。楊協成集團於1900年由楊景連於中國福建漳州創立，最初主要制造酱油，后开始生产饮料，产品包括豆奶、菊花茶、果汁饮料、酱料等，是亞洲第一個製作紙包飲料的企業，並且在新加坡及馬來西亞股票上市。最大股東為黃廷方家族。

## 流行文化
- 1990年香港廣告歌曲改編自《一分鐘都市 一分鐘戀愛》。